# 現代映像企画
現代映像企画（げんだいえいぞうきかく）は、かつて日本で活動していた独立系の映画・映像製作会社である。

## 概要
主にポルノ映画を製作していたが、インテリアビデオ作品などの製作も行っていた。1980年代初頭には、年間10タイトルを越える劇場用映画を渡辺護、山本晋也、高橋伴明らが監督し、ほとんどの作品はにっかつ（現在の日活）が「にっかつロマンポルノ」として配給していた。1980年代には東京都新宿区西新宿に所在していた。1983年の正月映画として公開された『女子大生の下半身 な〜んも知らん親』（木村佳子プロデュース）は、現役の女子大生「楠田恵子」（吉村元希）が監督したポルノ映画として話題になった。また、1980年代後半 - 1990年代前半には"DALTA"（デルタ）のレーベル名でアダルトビデオ作品も多数リリースしていた。

## フィルムグラフィー
おもな製作物の一覧である。配給会社名の記載の無い作品は、にっかつの配給である。年表記は公開年。

### 1980年
- 『節子の告白 私を抱いて!』: 監督高橋伴明、出演青木奈美、朝霧友香、港まゆみ、南洋子、国分二郎、下元史郎
- 『噂の女 朝まで抱いて』: 監督高橋伴明、出演風間舞子、青野梨魔、豪田路世留、笹木ルミ、今泉洋 、鶴岡八郎
- 『ドキュメントポルノ 制服とパンティ』: 監督渡辺護、出演日野繭子、青野梨魔、鶴岡八郎、青木奈美、市村譲、上野淳
- 『主婦の体験レポート わいせつな肌』: 監督渡辺護、出演青野梨魔、高原リカ、杉佳代子、中川夕子
- 『女高生下宿 熟れどき』: 監督山本晋也、出演日野繭子、朝霧友香、高原リカ、前川みゆき
- 『下半身美人 狂いそう』: 監督久我剛、出演吉田さより、朝霞友香、高原リカ、小川恵
- 『変態SEX 私とろける』: 監督渡辺護、出演夏麗子、杉佳代子、秋絵津子、内田美樹
- 『未亡人下宿 あの道この道教えます』: 監督山本晋也、出演橘雪子、梨沙ゆり、高原リカ、青野梨魔
- 『色情女 強烈舌ざわり』: 監督高橋伴明、出演泉みち、高原リカ、山下久美、橘雪子
- 『セミドキュメント 変態飼育』: 監督渡辺護、出演夏麗子、高原リカ、青野梨魔、柘植一夫
- 『異常な指 やめて!』: 監督高橋伴明、出演朝霞友香、蘭童セル、平山みち子、杉佳代子
- 『未亡人下宿 初濡らし』: 監督山本晋也、出演橘雪子、久保新二、堺勝朗、たこ八郎、所ジョージ、ミスター梅介

### 1981年
- 『処女残酷 うぶ毛』: 監督渡辺護、出演夏麗子、栄雅美、霧安奈、中川夕子
- 『おまんた囃子 ハレンチ音頭』: 監督渡辺護、出演夏麗子、杉佳代子、立花ユカ、久保新二、青野梨魔
- 『ドキュメントポルノ 痴漢常習者』: 監督高橋伴明、出演朝霞友香、忍海よしこ、水月円、萩尾なおみ
- 『セミドキュメント 覗かれて濡れる』: 監督山本晋也、出演夏麗子、水月円、五月マリア、竹村由香（竹村祐佳）
- 『下半身レポート熱く感じる』: 監督高橋伴明、出演日野繭子、香川瑠美、忍海よしこ、沢田多絵
- 『絶頂ポルノ 悶えて泣く』: 監督渡辺護、出演夏麗子、北裕子、竹村祐佳、野上正義
- 『ドキュメントポルノ舌技に泣く』: 監督高橋伴明、出演朝霞友香、沢田多絵、忍海よしこ、下元史朗
- 『女子大生 痴漢のすすめ』: 監督山本晋也、出演竹村祐佳、野上正義、竹岡由美、たこ八郎
- 『制服処女のいたみ』: 監督渡辺護、出演美保純、杉佳代子、青木美枝子、島村謙二、武藤樹一郎、島あつし、下元史朗、本間窓奈
- 『汚い言葉で私を犯して』: 監督渡辺護、出演亜希いずみ、萩尾なおみ、恵杏里、杉佳代子
- 『女教師を剥ぐ』: 監督高橋伴明、出演夏麗子、竹村祐佳、忍海よしこ、山路和弘
- 『新・未亡人下宿初開き初入れ』: 監督山本晋也、出演すばる卿子、豪田路世留、岡美由起、植村マリ
- 『好色花でんしゃ』: 監督渡辺護、原作藤本義一、出演鹿沼えり、麻吹淳子、青野梨魔、チャンバラトリオ、露乃五郎、製作ピンクリボン賞映画製作実行委員会（同社は製作協力）

### 1982年
- 『女の穴場 三度目の絶頂』: 監督渡辺護、出演安西エリ、萩尾なおみ、恵杏里、杉佳代子
- 『下半身美人 パンティーのうずき』: 監督平川弘喜、出演松原玲子、杉佳代子、美野真琴、下元史朗
- 『交番日記 痴漢VS変態』: 監督三浦伸治、出演香川規美、杉本未央、麻生うさぎ、杉佳代子、折原のぞみ、藤ひろ子
- 『OL日記 しゃぶり攻め』: 監督山本晋也、出演松原玲子、美野真琴、岡美由起、島村謙次（島村謙二）
- 『痴漢電車 いたずらな指』: 監督渡辺護、出演美野真琴、五月マリア、恵杏里、国分二郎
- 『未亡人アパート 娘もよろしく』: 監督鴨田好史、出演吉沢由起、宮本麻代、麻生うさぎ、江藤漢
- 『色情ポルノ 激しく動いて』: 監督山本晋也、出演五代恵、美野真琴、桐島恵子、高鳥亜美
- 『セックスドキュメント器具販売人』: 監督平川弘喜、出演亜希いずみ、高鳥亜美、平野ララ、香川ルミ
- 『淫姉妹 異常なしびれ』: 監督釜田千秋、出演五代恵、美野真琴、藤ひろ子、水月円
- 『女子大生の下半身な〜んもしらん親』: 監督楠田恵子、出演島原まりの、朝吹ケイト、三原誠子、川口文子
- 『薔薇の星座』: 監督松浦康治、出演中島繁和、吉本健史、野上正義、山本竜二、配給東映セントラルフィルム

### 1983年
- 『セックスドキュメント 犯してなぶる』: 監督平川弘喜、出演亜希いずみ、立花節子、左田川彩、聖ミカ
- 『未亡人下宿 あなたも貸します初いじり』: 監督山本晋也、出演すばる卿子、シティボーイズ、星野まゆみ、麻生うさぎ、泉優子、恵杏里、なぎらけんいち、港雄一、たこ八郎
- 『松本竜助の ハイ、本番です』: 監督平川弘喜、出演松本竜助、藤森沙羅、立花節子、山本さゆり、聖ミカ
- 『セミドキュメント 暴行魔汚す』: 監督釜田千秋、出演小川亜佐美、水月円、吉原正皓、越村公一

### 1985年
- 『女子大寮 SEX覗きショック』: 監督釜田千秋、出演小川美那子、岸川夏子、竹田さなえ、水野真美、水月円、上野淳

### 1986年
- 『(秘)悶絶ラブホテル』: 監督黒岩栄三郎、出演中村冴子、森崎智晴、田中良子

### 1988年
- 『抱かれて濡れて』: 監督釜田千秋、出演小川美奈子、大垣カツ、大垣タカ、三上寛、配給エクセス・フィルム